# Швейцария на зимних Олимпийских играх 2014
Швейцария принимала участие в зимних Олимпийских играх 2014 года, которые проходили в Сочи (Россия) с 7 по 23 февраля, где её представляли 163 спортсмена в шести видах спорта. Такое количество участников стало рекордным для Швейцарии. На церемонии открытия Олимпийских игр флаг Швейцарии нёс прыгун с трамплина Симон Амман, а на церемонии закрытия — сноубордистка, чемпионка Олимпийских игр в Сочи, Патриция Куммер.
Зимние Олимпийские игры 2014 для Швейцарии стали одними из самых успешных зимних игр — было завоёвано 11 олимпийских медалей: 6 золотых, 3 серебряных и 2 бронзовых. В неофициальном медальном зачёте Швейцария заняла 7-е место. Женская сборная Швейцарии впервые в своей истории завоевала медаль Олимпийских играх, победив в матче за 3-е место сборную Швеции.

## Медали
| Золото  | |                                                    |            |
| №       | Спортсмены | Вид спорта (дисциплина)                            | Дата       |
| 1       | Дарио Колонья | Лыжные гонки (мужчины, скиатлон 15+15 км)          | 9 февраля  |
| 2       | Юрий Подладчиков | Сноуборд (мужчины, хафпайп)                        | 11 февраля |
| 3       | Доминика Гизин | Горнолыжный спорт (женщины, скоростной спуск)      | 12 февраля |
| 4       | Сандро Вилетта | Горнолыжный спорт (мужчины, суперкомбинация)       | 14 февраля |
| 5       | Дарио Колонья | Лыжные гонки (мужчины, 15 км классическим стилем)  | 14 февраля |
| 6       | Патриция Куммер | Сноуборд (женщины, параллельный гигантский слалом) | 19 февраля |
| Серебро | |                                                    |            |
| №       | Спортсмены | Вид спорта (дисциплина)                            | Дата       |
| 1       | Селина Гаспарин | Биатлон (женщины, индивидуальная гонка)            | 14 февраля |
| 2       | Беат Хефти / Алекс Бауман | Бобслей (мужчины, двойки)                          | 17 февраля |
| 3       | Невин Гальмарини | Сноуборд (мужчины, параллельный гигантский слалом) | 19 февраля |
| Бронза  | |                                                    |            |
| №       | Спортсмены | Вид спорта (дисциплина)                            | Дата       |
| 1       | Лара Гут | Горнолыжный спорт (женщины, скоростной спуск)      | 12 февраля |
| 2       | Женская сборная по хоккею Янина Альдер София Антаматтен Лаура Бенц Сара Бенц Николь Булло Нина Вайдахер Ливия Альтман Стефани Марти Катрин Набхольц Ангела Фраучи Джулия Марти Сара Форстер Сандра Тальман Роми Эггиман Фёбе Стенц Аня Штифель Лара Штальдер Эвелина Разелли Джессика Луц Алина Мюллер Флоренс Шеллинг | Хоккей (женщины)                                   | 20 февраля |

| Медали по дисциплинам | Медали по дисциплинам | Медали по дисциплинам | Медали по дисциплинам | Медали по дисциплинам |
| --------------------- | --------------------- | --------------------- | --------------------- | --------------------- |
| Вид спорта            | 1                     | 2                     | 3                     | Итого                 |
| Биатлон               | 0                     | 1                     | 0                     | 1                     |
| Бобслей               | 0                     | 1                     | 0                     | 1                     |
| Горнолыжный спорт     | 2                     | 0                     | 1                     | 3                     |
| Лыжные гонки          | 2                     | 0                     | 0                     | 2                     |
| Сноуборд              | 2                     | 1                     | 0                     | 3                     |
| Хоккей                | 0                     | 0                     | 1                     | 1                     |
| Всего                 | 6                     | 3                     | 2                     | 5                     |

## Результаты соревнований

### Биатлон
Мужчины
| Соревнование         | Спортсмены                                               | Стрельба | Время     | Место |
| -------------------- | -------------------------------------------------------- | -------- | --------- | ----- |
| Спринт               | Серафин Вистнер                                          | 1+1      | 26:10,2   | 40    |
| Спринт               | Беньямин Вегер                                           | 1+0      | 27:00,.5  | 63    |
| Гонка преследования  | Серафин Вистнер                                          | 2+1+3+1  | 39:48,1   | 57    |
| Индивидуальная гонка | Симон Халленбартер                                       | 1+0+0+0  | 54:52,2   | 47    |
| Индивидуальная гонка | Беньямин Вегер                                           | 1+1+1+1  | 54:54,5   | 48    |
| Индивидуальная гонка | Иван Йоллер                                              | 0+1+1+1  | 56:40,6   | 67    |
| Индивидуальная гонка | Клаудио Бёкли                                            | 1+1+0+2  | 58:19,2   | 79    |
| Эстафета             | Клаудио Бёкли Иван Йоллер Серафин Вистнер Беньямин Вегер | 0+10     | 1:16:15,8 | 14    |

Женщины
| Соревнование         | Спортсмены                                                 | Стрельба | Время     | Место |
| -------------------- | ---------------------------------------------------------- | -------- | --------- | ----- |
| Спринт               | Элиза Гаспарин                                             | 0+0      | 21:38,2   | 8     |
| Спринт               | Селина Гаспарин                                            | 0+1      | 21:46,5   | 13    |
| Гонка преследования  | Селина Гаспарин                                            | 0+0+1+1  | 30:59,1   | 15    |
| Гонка преследования  | Элиза Гаспарин                                             | 2+1+1+1  | 32:42,8   | 31    |
| Индивидуальная гонка | Селина Гаспарин                                            | 0+0+0+0  | 44:35,3   | 2     |
| Индивидуальная гонка | Элиза Гаспарин                                             | 1+1+1+0  | 48:46,9   | 33    |
| Индивидуальная гонка | Ирена Кадуриш                                              | 0+0+1+0  | 49:01,0   | 37    |
| Индивидуальная гонка | Аита Гаспарин                                              | 1+3+1+0  | 52:14,9   | 62    |
| Масс-старт           | Селина Гаспарин                                            | 0+1+1+0  | 36:54,9   | 9     |
| Масс-старт           | Элиза Гаспарин                                             | 0+1      | DNF       | DNF   |
| Эстафета             | Селина Гаспарин Элиза Гаспарин Аита Гаспарин Ирена Кадуриш | 0+9      | 1:12:34,3 | 9     |

Смешанная эстафета
| Соревнование       | Спортсмены                                                       | Стрельба | Время     | Место |
| ------------------ | ---------------------------------------------------------------- | -------- | --------- | ----- |
| Смешанная эстафета | Элиза Гаспарин Селина Гаспарин Беньямин Вегер Симон Халленбартер | 0+9      | 1:13:33,9 | 12    |

### Бобслей

#### Бобслей
Мужчины
| Соревнование | Спортсмены                                        | 1 заезд   | 1 заезд | 2 заезд   | 2 заезд | 3 заезд   | 3 заезд | 4 заезд   | 4 заезд | Итоговый результат | Итоговое место |
| Соревнование | Спортсмены                                        | Результат | Место   | Результат | Место   | Результат | Место   | Результат | Место   | Итоговый результат | Итоговое место |
| ------------ | ------------------------------------------------- | --------- | ------- | --------- | ------- | --------- | ------- | --------- | ------- | ------------------ | -------------- |
| Двойки       | Алекс Бауман Беат Хефти                           | 56,46     | 4       | 56,68     | 3       | 56,26     | 2       | 56,65     | 3       | 3:46,05            | 2              |
| Двойки       | Юрг Эггер Рико Петер                              | 56,96     | 13      | 56,68     | 3       | 56,60     | 7       | 56,72     | 6       | 3:46,96            | 10             |
| Четвёрки     | Алекс Бауман Юрг Эггер Беат Хефти Томас Лампартер | 55,21     | 9       | 55,34     | 3       | 55,60     | 8       | 55,60     | 9       | 3:41,75            | 8              |

Женщины
| Соревнование | Спортсмены               | 1 заезд   | 1 заезд | 2 заезд   | 2 заезд | 3 заезд   | 3 заезд | 4 заезд   | 4 заезд | Итоговый результат | Итоговое место |
| Соревнование | Спортсмены               | Результат | Место   | Результат | Место   | Результат | Место   | Результат | Место   | Итоговый результат | Итоговое место |
| ------------ | ------------------------ | --------- | ------- | --------- | ------- | --------- | ------- | --------- | ------- | ------------------ | -------------- |
| Двойки       | Таня Майер Фабьенн Мейер | 58,18     | 10      | 58,34     | 9       | 58,29     | 7       | 58,39     | 9       | 3:53,20            | 8              |

#### Скелетон
Женщины
| Соревнование | Спортсмены        | 1 заезд   | 1 заезд | 2 заезд   | 2 заезд | 3 заезд   | 3 заезд | 4 заезд   | 4 заезд | Итоговый результат | Итоговое место |
| Соревнование | Спортсмены        | Результат | Место   | Результат | Место   | Результат | Место   | Результат | Место   | Итоговый результат | Итоговое место |
| ------------ | ----------------- | --------- | ------- | --------- | ------- | --------- | ------- | --------- | ------- | ------------------ | -------------- |
| Женщины      | Марина Джилардони | 59,77     | 17      | 59,79     | 18      | 58,77     | 16      | 58,41     | 7       | 3:56,74            | 18             |

### Кёрлинг

#### Мужчины
Состав
| Четвёртый          | Третий      | Второй        | Ведущий        | Запасной    |
| ------------------ | ----------- | ------------- | -------------- | ----------- |
| Свен Михель (скип) | Клаудио Пец | Сандро Тролье | Симон Гемпелер | Бенуа Шварц |

Круговой турнир
|  | Команды, выходящие в полуфинал    |
|  | Команды, участвующие в тай-брейке |

| Место | Команда        | В | П | КЗ | КП | ВЭ | ПЭ | ОЭ | УЭ | ППД |
| ----- | -------------- | - | - | -- | -- | -- | -- | -- | -- | --- |
| 1     | Швеция         | 8 | 1 | 60 | 44 | 38 | 30 | 18 | 8  | 86% |
| 2     | Канада         | 7 | 2 | 69 | 53 | 39 | 36 | 14 | 7  | 84% |
| 3     | Китай          | 7 | 2 | 67 | 50 | 41 | 37 | 11 | 5  | 85% |
| 4     | Норвегия       | 5 | 4 | 52 | 56 | 36 | 33 | 18 | 5  | 86% |
| 5     | Великобритания | 5 | 4 | 51 | 49 | 37 | 35 | 15 | 8  | 83% |
| 6     | Дания          | 4 | 5 | 54 | 61 | 32 | 37 | 17 | 4  | 81% |
| 7     | Россия         | 3 | 6 | 58 | 70 | 36 | 38 | 13 | 7  | 77% |
| 8     | Швейцария      | 3 | 6 | 47 | 46 | 31 | 34 | 22 | 7  | 83% |
| 9     | США            | 2 | 7 | 47 | 58 | 30 | 39 | 14 | 7  | 80% |
| 10    | Германия       | 1 | 8 | 53 | 74 | 38 | 39 | 10 | 9  | 76% |

| Команда   | 1 | 2 | 3 | 4 | 5 | 6 | 7 | 8 | 9 | 10 | Всего |
| Швейцария | 0 | 2 | 0 | 0 | 0 | 1 | 0 | 0 | 2 | 0  | 5     |
| Швеция    | 0 | 0 | 0 | 0 | 2 | 0 | 3 | 1 | 0 | 1  | 7     |

| Команда   | 1 | 2 | 3 | 4 | 5 | 6 | 7 | 8 | 9 | 10 | Всего |
| Канада    | 0 | 0 | 0 | 0 | 0 | 2 | 0 | 1 | 0 | 1  | 4     |
| Швейцария | 0 | 0 | 0 | 0 | 3 | 0 | 1 | 0 | 1 | 0  | 5     |

| Команда   | 1 | 2 | 3 | 4 | 5 | 6 | 7 | 8 | 9 | 10 | Всего |
| Китай     | 0 | 2 | 0 | 1 | 0 | 0 | 0 | 1 | 0 | 1  | 5     |
| Швейцария | 0 | 0 | 2 | 0 | 1 | 0 | 0 | 0 | 1 | 0  | 4     |

| Команда        | 1 | 2 | 3 | 4 | 5 | 6 | 7 | 8 | 9 | 10 | Всего |
| Швейцария      | 0 | 0 | 0 | 0 | 1 | 0 | 0 | 1 | 0 | 0  | 2     |
| Великобритания | 0 | 0 | 1 | 1 | 0 | 1 | 0 | 0 | 0 | 1  | 4     |

| Команда   | 1 | 2 | 3 | 4 | 5 | 6 | 7 | 8 | 9 | 10 | Всего |
| Швейцария | 0 | 0 | 2 | 1 | 0 | 0 | 1 | 2 | 0 | 0  | 6     |
| Россия    | 0 | 0 | 0 | 0 | 2 | 1 | 0 | 0 | 1 | 3  | 7     |

| Команда   | 1 | 2 | 3 | 4 | 5 | 6 | 7 | 8 | 9 | 10 | Всего |
| Швейцария | 1 | 0 | 2 | 0 | 1 | 0 | 0 | 2 | 0 | 1  | 7     |
| Германия  | 0 | 2 | 0 | 1 | 0 | 2 | 1 | 0 | 2 | 0  | 8     |

| Команда   | 1 | 2 | 3 | 4 | 5 | 6 | 7 | 8 | 9 | 10 | Всего |
| Дания     | 0 | 0 | 0 | 0 | 2 | 0 | 1 | 0 | X | X  | 3     |
| Швейцария | 4 | 0 | 0 | 0 | 0 | 2 | 0 | 3 | X | X  | 9     |

| Команда   | 1 | 2 | 3 | 4 | 5 | 6 | 7 | 8 | 9 | 10 | Всего |
| Норвегия  | 0 | 1 | 0 | 1 | 0 | 1 | 1 | 0 | 0 | 1  | 5     |
| Швейцария | 0 | 0 | 1 | 0 | 1 | 0 | 0 | 0 | 1 | 0  | 3     |

| Команда   | 1 | 2 | 3 | 4 | 5 | 6 | 7 | 8 | 9 | 10 | Всего |
| Швейцария | 1 | 1 | 0 | 0 | 1 | 0 | 2 | 1 | 0 | X  | 6     |
| США       | 0 | 0 | 0 | 1 | 0 | 1 | 0 | 0 | 1 | X  | 3     |

#### Женщины
Состав
| Четвёртый         | Третий       | Второй      | Ведущий       | Запасной  |
| ----------------- | ------------ | ----------- | ------------- | --------- |
| Мирьям Отт (скип) | Кармен Шефер | Кармен Кюнг | Янине Грайнер | Алина Пец |

Круговой турнир
|  | Команды, выходящие в полуфинал |

| Место | Команда          | В | П | КЗ | КП | ВЭ | ПЭ | ОЭ | УЭ | ППД |
| ----- | ---------------- | - | - | -- | -- | -- | -- | -- | -- | --- |
| 1     | Канада           | 9 | 0 | 72 | 40 | 43 | 27 | 12 | 14 | 86% |
| 2     | Швеция           | 7 | 2 | 58 | 52 | 37 | 35 | 13 | 7  | 80% |
| 3     | Швейцария        | 5 | 4 | 63 | 60 | 37 | 38 | 13 | 7  | 78% |
| 4     | Великобритания   | 5 | 4 | 74 | 58 | 39 | 35 | 9  | 11 | 80% |
| 5     | Япония           | 4 | 5 | 59 | 67 | 39 | 41 | 4  | 10 | 76% |
| 6     | Дания            | 4 | 5 | 57 | 56 | 34 | 40 | 12 | 9  | 78% |
| 7     | Китай            | 4 | 5 | 58 | 62 | 36 | 38 | 10 | 4  | 81% |
| 8     | Республика Корея | 3 | 6 | 60 | 65 | 35 | 37 | 10 | 6  | 79% |
| 9     | Россия           | 3 | 6 | 48 | 56 | 33 | 35 | 19 | 6  | 82% |
| 10    | США              | 1 | 8 | 42 | 75 | 33 | 40 | 8  | 4  | 76% |

| Команда   | 1 | 2 | 3 | 4 | 5 | 6 | 7 | 8 | 9 | 10 | Всего |
| Швейцария | 0 | 0 | 0 | 3 | 2 | 0 | 0 | 2 | 0 | Х  | 7     |
| США       | 1 | 0 | 1 | 0 | 0 | 1 | 0 | 0 | 1 | Х  | 4     |

| Команда   | 1 | 2 | 3 | 4 | 5 | 6 | 7 | 8 | 9 | 10 | Всего |
| Швейцария | 1 | 0 | 2 | 0 | 0 | 2 | 0 | 1 | 0 | 1  | 7     |
| Дания     | 0 | 1 | 0 | 2 | 0 | 0 | 1 | 0 | 2 | 0  | 6     |

| Команда          | 1 | 2 | 3 | 4 | 5 | 6 | 7 | 8 | 9 | 10 | Всего |
| Республика Корея | 0 | 1 | 0 | 1 | 0 | 0 | 2 | 0 | 2 | 0  | 6     |
| Швейцария        | 0 | 0 | 0 | 0 | 2 | 3 | 0 | 2 | 0 | 1  | 8     |

| Команда   | 1 | 2 | 3 | 4 | 5 | 6 | 7 | 8 | 9 | 10 | Всего |
| Швейцария | 0 | 1 | 0 | 2 | 0 | 3 | 0 | 0 | 2 | 0  | 8     |
| Швеция    | 1 | 0 | 3 | 0 | 3 | 0 | 1 | 0 | 0 | 1  | 9     |

| Команда   | 1 | 2 | 3 | 4 | 5 | 6 | 7 | 8 | 9 | 10 | Всего |
| Швейцария | 0 | 0 | 0 | 2 | 0 | 0 | 1 | 2 | 0 | X  | 5     |
| Канада    | 0 | 1 | 1 | 0 | 2 | 1 | 0 | 0 | 3 | X  | 8     |

| Команда   | 1 | 2 | 3 | 4 | 5 | 6 | 7 | 8 | 9 | 10 | Всего |
| Россия    | 0 | 2 | 0 | 0 | 0 | 2 | 0 | 0 | 2 | X  | 6     |
| Швейцария | 1 | 0 | 0 | 1 | 0 | 0 | 0 | 1 | 0 | X  | 3     |

| Команда        | 1 | 2 | 3 | 4 | 5 | 6 | 7 | 8 | 9 | 10 | Всего |
| Великобритания | 1 | 0 | 0 | 0 | 1 | 0 | 2 | 0 | 2 | 0  | 6     |
| Швейцария      | 0 | 2 | 1 | 0 | 0 | 3 | 0 | 1 | 0 | 1  | 8     |

| Команда   | 1 | 2 | 3 | 4 | 5 | 6 | 7 | 8 | 9 | 10 | 11 | Всего |
| Япония    | 0 | 0 | 2 | 1 | 2 | 0 | 2 | 0 | 0 | 0  | 2  | 9     |
| Швейцария | 1 | 1 | 0 | 0 | 0 | 3 | 0 | 0 | 1 | 1  | 0  | 7     |

| Команда   | 1 | 2 | 3 | 4 | 5 | 6 | 7 | 8 | 9 | 10 | Всего |
| Китай     | 0 | 0 | 2 | 1 | 0 | 1 | 0 | 0 | 2 | 0  | 6     |
| Швейцария | 1 | 3 | 0 | 0 | 2 | 0 | 0 | 3 | 0 | 1  | 10    |

Полуфинал
| Команда   | 1 | 2 | 3 | 4 | 5 | 6 | 7 | 8 | 9 | 10 | Всего |
| Швеция    | 1 | 0 | 2 | 0 | 0 | 0 | 1 | 0 | 2 | 1  | 7     |
| Швейцария | 0 | 2 | 0 | 0 | 1 | 0 | 0 | 2 | 0 | 0  | 5     |

Матч за 3-е место
| Команда        | 1 | 2 | 3 | 4 | 5 | 6 | 7 | 8 | 9 | 10 | Всего |
| Великобритания | 0 | 0 | 1 | 0 | 2 | 0 | 0 | 2 | 0 | 1  | 6     |
| Швейцария      | 0 | 2 | 0 | 1 | 0 | 1 | 0 | 0 | 1 | 0  | 5     |

Женская сборная Швейцарии заняла 4-е место

### Лыжные виды спорта

#### Горнолыжный спорт
Мужчины
| Соревнование      | Спортсмены       | Скоростной спуск/ 1 спуск | Скоростной спуск/ 1 спуск | Слалом/ 2 спуск | Слалом/ 2 спуск | Всего   | Место |
| Соревнование      | Спортсмены       | Время                     | Место                     | Время           | Место           | Всего   | Место |
| ----------------- | ---------------- | ------------------------- | ------------------------- | --------------- | --------------- | ------- | ----- |
| Скоростной спуск  | Карло Янка       | Не проводится             | Не проводится             | Не проводится   | Не проводится   | 2:06,71 | 6     |
| Скоростной спуск  | Беат Фойц        | Не проводится             | Не проводится             | Не проводится   | Не проводится   | 2:07,49 | 13    |
| Скоростной спуск  | Дидье Дефаго     | Не проводится             | Не проводится             | Не проводится   | Не проводится   | 2:07,79 | 14    |
| Скоростной спуск  | Патрик Кюнг      | Не проводится             | Не проводится             | Не проводится   | Не проводится   | 2:07,82 | 15    |
| Суперкомбинация   | Сандро Вилетта   | 1:54,88                   | 14                        | 50,32           | 2               | 2:45,20 | 1     |
| Суперкомбинация   | Карло Янка       | 1:54,42                   | 9                         | 52,46           | 11              | 2:46,88 | 8     |
| Суперкомбинация   | Беат Фойц        | 1:54,46                   | 10                        | 53,29           | 15              | 2:47,75 | 15    |
| Суперкомбинация   | Мауро Кавицель   | 1:54,75                   | 13                        | DNF             | DNF             | DNF     | DNF   |
| Супергигант       | Патрик Кюнг      | Не проводится             | Не проводится             | Не проводится   | Не проводится   | 1:19,38 | 12    |
| Супергигант       | Карло Янка       | Не проводится             | Не проводится             | Не проводится   | Не проводится   | 1:20,01 | 22    |
| Супергигант       | Беат Фойц        | Не проводится             | Не проводится             | Не проводится   | Не проводится   | 1:20,65 | 27    |
| Супергигант       | Дидье Дефаго     | Не проводится             | Не проводится             | Не проводится   | Не проводится   | DNF     | DNF   |
| Гигантский слалом | Карло Янка       | 1:22,52                   | 9                         | 1:24,52         | 19              | 2:47,04 | 13    |
| Гигантский слалом | Мауро Кавицель   | 1:23,58                   | 23                        | 1:26,17         | 34              | 2:49,75 | 28    |
| Гигантский слалом | Джино Кавицель   | 1:25,45                   | 35                        | 1:24,95         | 22              | 2:50,40 | 30    |
| Гигантский слалом | Дидье Дефаго     | DNF                       | DNF                       | DNF             | DNF             | DNF     | DNF   |
| Слалом            | Рамон Ценхойзерн | 51,01                     | 39                        | 58,39           | 19              | 1:49,40 | 19    |
| Слалом            | Даниэль Юле      | 48,38                     | 12                        | DSQ             | DSQ             | DSQ     | DSQ   |
| Слалом            | Жюстен Мюризье   | 49,92                     | 33                        | DNF             | DNF             | DNF     | DNF   |
| Слалом            | Лука Аэрни       | DNF                       | DNF                       | DNF             | DNF             | DNF     | DNF   |

Женщины
| Соревнование      | Спортсмены                    | Скоростной спуск/ 1 спуск | Скоростной спуск/ 1 спуск | Слалом/ 2 спуск | Слалом/ 2 спуск | Всего   | Место |
| Соревнование      | Спортсмены                    | Время                     | Место                     | Время           | Место           | Всего   | Место |
| ----------------- | ----------------------------- | ------------------------- | ------------------------- | --------------- | --------------- | ------- | ----- |
| Скоростной спуск  | Доминика Гизин                | Не проводится             | Не проводится             | Не проводится   | Не проводится   | 1:41,57 | 1     |
| Скоростной спуск  | Лара Гут                      | Не проводится             | Не проводится             | Не проводится   | Не проводится   | 1:41,67 | 3     |
| Скоростной спуск  | Фабьенн Сутер                 | Не проводится             | Не проводится             | Не проводится   | Не проводится   | 1:41,94 | 5     |
| Скоростной спуск  | Марианне Кауфман-Абдерхальден | Не проводится             | Не проводится             | Не проводится   | Не проводится   | DNF     | DNF   |
| Суперкомбинация   | Доминика Гизин                | 1:44,01                   | 10                        | 52,11           | 11              | 2:36,12 | 5     |
| Суперкомбинация   | Дениз Фейерабенд              | 1:46,03                   | 24                        | 51,68           | 6               | 2:37,71 | 12    |
| Суперкомбинация   | Лара Гут                      | 1:43,15                   | 2                         | DNF             | DNF             | DNF     | DNF   |
| Суперкомбинация   | Марианне Кауфман-Абдерхальден | DNF                       | DNF                       | DNF             | DNF             | DNF     | DNF   |
| Супергигант       | Лара Гут                      | Не проводится             | Не проводится             | Не проводится   | Не проводится   | 1:26,25 | 4     |
| Супергигант       | Френци Ауфденблаттен          | Не проводится             | Не проводится             | Не проводится   | Не проводится   | 1:26,79 | 6     |
| Супергигант       | Фабьенн Сутер                 | Не проводится             | Не проводится             | Не проводится   | Не проводится   | 1:26,89 | 7     |
| Супергигант       | Доминика Гизин                | Не проводится             | Не проводится             | Не проводится   | Не проводится   | DNF     | DNF   |
| Гигантский слалом | Лара Гут                      | 1:20,54                   | 16                        | 1:18,10         | 2               | 2:38,64 | 9     |
| Гигантский слалом | Доминика Гизин                | 1:19,99                   | 11                        | 1:19,59         | 19              | 2:39,58 | 10    |
| Гигантский слалом | Фабьенн Сутер                 | 1:22,07                   | 28                        | 1:19,99         | 25              | 2:42,06 | 26    |
| Гигантский слалом | Венди Хольденер               | DNF                       | DNF                       | DNF             | DNF             | DNF     | DNF   |
| Слалом            | Дениз Фейерабенд              | 55,80                     | 15                        | 53,67           | 22              | 1:49,47 | 17    |
| Слалом            | Мишель Гизин                  | 1:00,73                   | 38                        | 56,39           | 27              | 1:57,12 | 28    |
| Слалом            | Венди Хольденер               | DNF                       | DNF                       | DNF             | DNF             | DNF     | DNF   |

#### Лыжное двоеборье
| Соревнование        | Спортсмены | Прыжки с трамплина | Прыжки с трамплина | Лыжная гонка | Лыжная гонка | Лыжная гонка | Итоговое время | Место |
| Соревнование        | Спортсмены | Результат          | Место              | Гандикап     | Результат    | Место        | Итоговое время | Место |
| ------------------- | ---------- | ------------------ | ------------------ | ------------ | ------------ | ------------ | -------------- | ----- |
| Нормальный трамплин | Тим Хуг    | 106,5              | 38                 | +1:40        | 24:09,4      | 22           | 25:49,4        | 27    |
| Большой трамплин    | Тим Хуг    | 102,3              | 25                 | +1:47        | 23:09,5      | 21           | 24:56,5        | 24    |

#### Лыжные гонки
Мужчины
Дистанционные гонки
| Соревнование              | Спортсмены                                       | Результат | Место |
| ------------------------- | ------------------------------------------------ | --------- | ----- |
| 15 км классическим стилем | Дарио Колонья                                    | 38:29,7   | 1     |
| 15 км классическим стилем | Кюрден Перль                                     | 40:27,8   | 22    |
| 15 км классическим стилем | Йонас Бауман                                     | 40:33,2   | 24    |
| Скиатлон 15+15 км         | Дарио Колонья                                    | 1:08:15,4 | 1     |
| Скиатлон 15+15 км         | Кюрден Перль                                     | 1:10:22,4 | 27    |
| Скиатлон 15+15 км         | Йонас Бауман                                     | 1:10:52,3 | 29    |
| Масс-старт 50 км          | Кюрден Перль                                     | 1:47:31,3 | 12    |
| Масс-старт 50 км          | Ремо Фишер                                       | 1:47:44,2 | 22    |
| Масс-старт 50 км          | Дарио Колонья                                    | 1:48:21,6 | 27    |
| Масс-старт 50 км          | Тони Ливерс                                      | 1:48:49,9 | 30    |
| Эстафета 4×10 км          | Кюрден Перль Йонас Бауман Ремо Фишер Тони Ливерс | 1:30:33,8 | 7     |

Спринт
| Соревнование     | Спортсмены                     | Квалификация  | Квалификация  | Четвертьфинал        | Четвертьфинал        | Четвертьфинал        | Полуфинал            | Полуфинал            | Полуфинал            | Финал                | Финал                | Итоговое место |
| Соревнование     | Спортсмены                     | Результат     | Место         | Заезд                | Результат            | Место                | Заезд                | Результат            | Место                | Результат            | Место                | Итоговое место |
| ---------------- | ------------------------------ | ------------- | ------------- | -------------------- | -------------------- | -------------------- | -------------------- | -------------------- | -------------------- | -------------------- | -------------------- | -------------- |
| Спринт           | Йёри Киндши                    | 3:36,89       | 23            | 5                    | 3:47,94              | 5                    | Завершил выступление | Завершил выступление | Завершил выступление | Завершил выступление | Завершил выступление | 22             |
| Спринт           | Дарио Колонья                  | 3:35,03       | 13            | 5                    | 4:39,69              | 6                    | Завершил выступление | Завершил выступление | Завершил выступление | Завершил выступление | Завершил выступление | 26             |
| Спринт           | Йофиан Хедигер                 | 3:42,34       | 47            | Завершил выступление | Завершил выступление | Завершил выступление | Завершил выступление | Завершил выступление | Завершил выступление | Завершил выступление | Завершил выступление | 47             |
| Спринт           | Роман Шаад                     | 4:56,63       | 83            | Завершил выступление | Завершил выступление | Завершил выступление | Завершил выступление | Завершил выступление | Завершил выступление | Завершил выступление | Завершил выступление | 83             |
| Командный спринт | Дарио Колонья Джанлука Колонья | Не проводится | Не проводится | Не проводится        | Не проводится        | Не проводится        | 1                    | 23:42,31             | 3                    | 23:35,90             | 5                    | 5              |

Женщины
Дистанционные гонки
| Соревнование     | Спортсмены    | Результат | Место |
| ---------------- | ------------- | --------- | ----- |
| Масс-старт 30 км | Серайна Бонер | 1:12:35,0 | 9     |

Спринт
| Соревнование     | Спортсмены                   | Квалификация  | Квалификация  | Четвертьфинал | Четвертьфинал | Четвертьфинал | Полуфинал             | Полуфинал             | Полуфинал             | Финал                 | Финал                 | Итоговое место |
| Соревнование     | Спортсмены                   | Результат     | Место         | Заезд         | Результат     | Место         | Заезд                 | Результат             | Место                 | Результат             | Место                 | Итоговое место |
| ---------------- | ---------------------------- | ------------- | ------------- | ------------- | ------------- | ------------- | --------------------- | --------------------- | --------------------- | --------------------- | --------------------- | -------------- |
| Спринт           | Лаурин ван дер Грааф         | 2:37,84       | 20            | 1             | 2:37,95       | 5             | Завершила выступление | Завершила выступление | Завершила выступление | Завершила выступление | Завершила выступление | 21             |
| Командный спринт | Беттина Грубер Серайна Бонер | Не проводится | Не проводится | Не проводится | Не проводится | Не проводится | 1                     | 17:02,14              | 4                     | 16:45,47              | 7                     | 7              |

#### Прыжки на лыжах с трамплина
Мужчины
| Соревнование        | Спортсмены       | Квалификация  | Квалификация  | Финал     | Финал    | Финал     | Финал    | Финал | Финал | Итоговое место |
| Соревнование        | Спортсмены       | Результат     | Место         | 1 прыжок  | 1 прыжок | 2 прыжок  | 2 прыжок | Всего | Место | Итоговое место |
| Соревнование        | Спортсмены       | Результат     | Место         | Результат | Место    | Результат | Место    | Всего | Место | Итоговое место |
| ------------------- | ---------------- | ------------- | ------------- | --------- | -------- | --------- | -------- | ----- | ----- | -------------- |
| Нормальный трамплин | Симон Амман      | Не участвовал | Не участвовал | 125,5     | 16       | 121,1     | 18       | 246,6 | 17    | 17             |
| Нормальный трамплин | Грегор Дешванден | 111,7         | 23            | 120,7     | 27       | 118,6     | 21       | 239,3 | 25    | 25             |
| Большой трамплин    | Грегор Дешванден | 108,2         | 14            | 130,3     | 6        | 117,1     | 25       | 247,4 | 14    | 14             |
| Большой трамплин    | Симон Амман      | Не участвовал | Не участвовал | 113,2     | 29       | 126,0     | 10       | 239,2 | 23    | 23             |

Женщины
| Нормальный трамплин | Бигна Виндмюллер | 112,3 | 20 | 108,4 | 18 | 220,7 | 18 |

#### Сноуборд
Слоупстайл
| Соревнование | Спортсмены      | Квалификация | Квалификация | Квалификация | Квалификация | Полуфинал      | Полуфинал      | Полуфинал      | Финал                | Финал                | Финал                | Итоговое место |
| Соревнование | Спортсмены      | Заезд        | 1 спуск      | 2 спуск      | Место        | 1 спуск        | 2 спуск        | Место          | 1 спуск              | 2 спуск              | Место                | Итоговое место |
| ------------ | --------------- | ------------ | ------------ | ------------ | ------------ | -------------- | -------------- | -------------- | -------------------- | -------------------- | -------------------- | -------------- |
| Мужчины      | Ян Шеррер       | 2            | 74,50        | 18,75        | 10           | 64,25          | 23,50          | 11             | Завершил выступление | Завершил выступление | Завершил выступление | 19             |
| Мужчины      | Люсьен Кох      | 1            | 32,00        | 29,25        | 12           | 16,25          | 20,75          | 20             | Завершил выступление | Завершил выступление | Завершил выступление | 28             |
| Женщины      | Сина Кандриан   | 1            | 58,25        | 36,50        | 9            | 84,25          | 81,50          | 2              | 77,25                | 87,00                | 4                    | 4              |
| Женщины      | Изабель Дерунгс | 1            | 82,50        | 87,50        | 1            | Не участвовала | Не участвовала | Не участвовала | 58,50                | 15,25                | 8                    | 8              |
| Женщины      | Элена Кёнц      | 2            | 86,25        | 38,00        | 3            | Не участвовала | Не участвовала | Не участвовала | 24,50                | 54,50                | 9                    | 9              |

Хафпайп
| Соревнование | Спортсмены       | Квалификация | Квалификация | Квалификация | Квалификация | Полуфинал             | Полуфинал             | Полуфинал             | Финал                 | Финал                 | Финал                 | Итоговое место |
| Соревнование | Спортсмены       | Заезд        | 1 спуск      | 2 спуск      | Место        | 1 спуск               | 2 спуск               | Место                 | 1 спуск               | 2 спуск               | Место                 | Итоговое место |
| ------------ | ---------------- | ------------ | ------------ | ------------ | ------------ | --------------------- | --------------------- | --------------------- | --------------------- | --------------------- | --------------------- | -------------- |
| Мужчины      | Юрий Подладчиков | 2            | 15,00        | 82,00        | 8            | 87,50                 | 41,25                 | 1                     | 86,50                 | 94,75                 | 1                     | 1              |
| Мужчины      | Давид Хаблютцель | 1            | 48,75        | 81,00        | 3            | Не участвовал         | Не участвовал         | Не участвовал         | 80,75                 | 88,50                 | 5                     | 5              |
| Мужчины      | Кристиан Халлер  | 1            | 74,00        | 83,75        | 2            | Не участвовал         | Не участвовал         | Не участвовал         | 46,25                 | 51,50                 | 11                    | 11             |
| Мужчины      | Ян Шеррер        | 2            | 43,50        | 69,75        | 9            | DNS                   | DNS                   | DNS                   | Завершил выступление  | Завершил выступление  | Завершил выступление  | —              |
| Женщины      | Урсина Халлер    | 1            | 69,00        | 74,75        | 5            | 74,50                 | 43,00                 | 4                     | 48,75                 | 26,75                 | 12                    | 12             |
| Женщины      | Надя Пуртшерт    | 1            | 47,50        | 20,75        | 12           | Завершила выступление | Завершила выступление | Завершила выступление | Завершила выступление | Завершила выступление | Завершила выступление | 23             |
| Женщины      | Верена Рорер     | 2            | 34,50        | 31,50        | 13           | Завершила выступление | Завершила выступление | Завершила выступление | Завершила выступление | Завершила выступление | Завершила выступление | 27             |

Бордеркросс
| Соревнование | Спортсмены    | Квалификация  | Квалификация  | 1/8 финала    | 1/8 финала    | Четвертьфинал | Четвертьфинал | Полуфинал             | Полуфинал             | Финал                 | Финал                 | Итоговое место |
| Соревнование | Спортсмены    | Результат     | Место         | Заезд         | Место         | Заезд         | Место         | Заезд                 | Место                 | Название              | Место                 | Итоговое место |
| ------------ | ------------- | ------------- | ------------- | ------------- | ------------- | ------------- | ------------- | --------------------- | --------------------- | --------------------- | --------------------- | -------------- |
| Мужчины      | Марвин Джеймс | Не проводится | Не проводится | 5             | 3             | 3             | DNF           | Завершил выступление  | Завершил выступление  | Завершил выступление  | Завершил выступление  | 21             |
| Мужчины      | Тим Ваттер    | Не проводится | Не проводится | 8             | 2             | 4             | DSQ           | Завершил выступление  | Завершил выступление  | Завершил выступление  | Завершил выступление  | 21             |
| Женщины      | Симона Мейлер | 1:25,17       | 20            | Не проводится | Не проводится | 2             | 2             | 1                     | DSQ                   | Малый                 | 4                     | 10             |
| Женщины      | Сандра Гербер | 1:24,10       | 10            | Не проводится | Не проводится | 4             | 4             | Завершила выступление | Завершила выступление | Завершила выступление | Завершила выступление | 13             |

Параллельный гигантский слалом
| Соревнование | Спортсмены       | Квалификация | Квалификация | Квалификация | Квалификация | 1/8 финала               | Четвертьфинал          | Полуфинал             | Финал                 | Место |
| Соревнование | Спортсмены       | 1 спуск      | 2 спуск      | Всего        | Место        | Соперник Результат       | Соперник Результат     | Соперник Результат    | Соперник Результат    | Место |
| ------------ | ---------------- | ------------ | ------------ | ------------ | ------------ | ------------------------ | ---------------------- | --------------------- | --------------------- | ----- |
| Мужчины      | Невин Гальмарини | 49,84        | 49,23        | 1:39,07      | 12           | AUTБ. Карл В −0,10       | SLOР. Маргуч В −0,09   | SLOЖ. Кошир В −1,36   | RUSВ. Уайлд П +2,14   | 2     |
| Мужчины      | Симон Шох        | 49,41        | 49,05        | 1:38,46      | 10           | SUIК. Флютш В −0,22      | RUSВ. Уайлд П +4,19    | Завершил выступление  | Завершил выступление  | 7     |
| Мужчины      | Каспар Флютш     | 47,58        | 50,24        | 1:37,82      | 7            | SUIС. Шох П +0,22        | Завершил выступление   | Завершил выступление  | Завершил выступление  | 11    |
| Мужчины      | Филипп Шох       | 50,29        | 47,56        | 1:37,85      | 9            | SLOЖ. Кошир П +1,17      | Завершил выступление   | Завершил выступление  | Завершил выступление  | 12    |
| Женщины      | Патриция Куммер  | 53,99        | 52,63        | 1:46,62      | 2            | RUSЕ. Тудегешева В −0,76 | CZEЭ. Ледецкая В −0,30 | RUSА. Заварзина В DSQ | JPNТ. Такэути В −7,32 | 1     |
| Женщины      | Жюли Цогг        | 53,71        | 53,40        | 1:47,11      | 3            | CANА. Лавинь П +0,12     | Завершила выступление  | Завершила выступление | Завершила выступление | 9     |
| Женщины      | Ладина Йенни     | 54,27        | 56,14        | 1:50,41      | 12           | CANМ. Лисон П +0,30      | Завершила выступление  | Завершила выступление | Завершила выступление | 14    |
| Женщины      | Штефани Мюллер   | 54,90        | 57,08        | 1:51,98      | 17           | Завершила выступление    | Завершила выступление  | Завершила выступление | Завершила выступление | 17    |

Параллельный слалом
| Соревнование | Спортсмены       | Квалификация | Квалификация | Квалификация | Квалификация | 1/8 финала              | Четвертьфинал         | Полуфинал             | Финал                 | Место |
| Соревнование | Спортсмены       | 1 спуск      | 2 спуск      | Всего        | Место        | Соперник Результат      | Соперник Результат    | Соперник Результат    | Соперник Результат    | Место |
| ------------ | ---------------- | ------------ | ------------ | ------------ | ------------ | ----------------------- | --------------------- | --------------------- | --------------------- | ----- |
| Мужчины      | Невин Гальмарини | 30,08        | 29,05        | 59,13        | 7            | FRAС. Дюфур В DSQ       | SLOЖ. Кошир П +0,20   | Завершил выступление  | Завершил выступление  | 7     |
| Мужчины      | Симон Шох        | 29,05        | 30,03        | 59,08        | 6            | ITAА. Марк П DSQ        | Завершил выступление  | Завершил выступление  | Завершил выступление  | 9     |
| Мужчины      | Каспар Флютш     | 29,24        | 30,14        | 59,38        | 8            | ITAР. Фишналлер П +0,11 | Завершил выступление  | Завершил выступление  | Завершил выступление  | 10    |
| Мужчины      | Филипп Шох       | DSQ          | DSQ          | DSQ          | DSQ          | Завершил выступление    | Завершил выступление  | Завершил выступление  | Завершил выступление  | —     |
| Женщины      | Жюли Цогг        | 32,41        | 31,51        | 1:03,92      | 4            | JPNТ. Такэути В DSQ     | AUTЮ. Дуймовиц П DSQ  | Завершила выступление | Завершила выступление | 7     |
| Женщины      | Патриция Куммер  | 31,67        | 32,15        | 1:03,82      | 3            | GERА. Кобер П +0,10     | Завершила выступление | Завершила выступление | Завершила выступление | 9     |
| Женщины      | Штефани Мюллер   | 33,39        | 32,25        | 1:05,64      | 18           | Завершила выступление   | Завершила выступление | Завершила выступление | Завершила выступление | 18    |
| Женщины      | Ладина Йенни     | 32,74        | 33,22        | 1:05,96      | 24           | Завершила выступление   | Завершила выступление | Завершила выступление | Завершила выступление | 24    |

#### Фристайл
Акробатика
| Соревнование | Спортсмены    | Квалификация 1 | Квалификация 1 | Квалификация 2 | Квалификация 2 | Финал 1               | Финал 1               | Финал 2               | Финал 2               | Финал 3               | Финал 3               | Итоговое место |
| Соревнование | Спортсмены    | Очки           | Место          | Очки           | Место          | Очки                  | Место                 | Очки                  | Место                 | Очки                  | Место                 | Итоговое место |
| ------------ | ------------- | -------------- | -------------- | -------------- | -------------- | --------------------- | --------------------- | --------------------- | --------------------- | --------------------- | --------------------- | -------------- |
| Мужчины      | Ренато Ульрих | 115,84         | 3              | Не участвовал  | Не участвовал  | 80,53                 | 12                    | Завершил выступление  | Завершил выступление  | Завершил выступление  | Завершил выступление  | 12             |
| Мужчины      | Томас Ламберт | 96,83          | 13             | 89,38          | 8              | Завершил выступление  | Завершил выступление  | Завершил выступление  | Завершил выступление  | Завершил выступление  | Завершил выступление  | 14             |
| Мужчины      | Миша Гассер   | 96,52          | 14             | 83,91          | 12             | Завершил выступление  | Завершил выступление  | Завершил выступление  | Завершил выступление  | Завершил выступление  | Завершил выступление  | 18             |
| Женщины      | Таня Шёрер    | 48,72          | 21             | 77,17          | 8              | Завершила выступление | Завершила выступление | Завершила выступление | Завершила выступление | Завершила выступление | Завершила выступление | 14             |

Ски-кросс
| Соревнование | Спортсмены     | Квалификация | Квалификация | 1/8 финала | 1/8 финала | Четвертьфинал         | Четвертьфинал         | Полуфинал             | Полуфинал             | Финал                 | Финал                 | Итоговое место |
| Соревнование | Спортсмены     | Результат    | Место        | Заезд      | Место      | Заезд                 | Место                 | Заезд                 | Место                 | Название              | Место                 | Итоговое место |
| ------------ | -------------- | ------------ | ------------ | ---------- | ---------- | --------------------- | --------------------- | --------------------- | --------------------- | --------------------- | --------------------- | -------------- |
| Мужчины      | Армин Нидерер  | 1:17,39      | 8            | 2          | 2          | 1                     | 1                     | 1                     | 4                     | Малый                 | 3                     | 7              |
| Мужчины      | Алекс Фива     | DNF          | 30           | 5          | 4          | Завершил выступление  | Завершил выступление  | Завершил выступление  | Завершил выступление  | Завершил выступление  | Завершил выступление  | 31             |
| Мужчины      | Михаэль Шмид   | DNS          | 32           | 1          | DNS        | Завершил выступление  | Завершил выступление  | Завершил выступление  | Завершил выступление  | Завершил выступление  | Завершил выступление  | 32             |
| Женщины      | Фанни Шмит     | 1:24,61      | 16           | 1          | 2          | 1                     | 2                     | 1                     | 4                     | Малый                 | 4                     | 8              |
| Женщины      | Катрин Мюллер  | 1:23,85      | 12           | 3          | 1          | 2                     | 3                     | Завершила выступление | Завершила выступление | Завершила выступление | Завершила выступление | 10             |
| Женщины      | Занна Люди     | 1:22,37      | 6            | 6          | 1          | 3                     | 4                     | Завершила выступление | Завершила выступление | Завершила выступление | Завершила выступление | 13             |
| Женщины      | Йоринде Мюллер | 1:22,46      | 7            | 7          | 4          | Завершила выступление | Завершила выступление | Завершила выступление | Завершила выступление | Завершила выступление | Завершила выступление | 25             |

Ски-хафпайп
| Соревнование | Спортсмены    | Квалификация | Квалификация | Квалификация | Финал                 | Финал                 | Финал                 | Итоговое место |
| Соревнование | Спортсмены    | 1 заезд      | 2 заезд      | Место        | 1 заезд               | 2 заезд               | Место                 | Итоговое место |
| ------------ | ------------- | ------------ | ------------ | ------------ | --------------------- | --------------------- | --------------------- | -------------- |
| Мужчины      | Янник Лерьен  | 67,60        | 29,60        | 14           | Завершил выступление  | Завершил выступление  | Завершил выступление  | 14             |
| Мужчины      | Нильс Лаупер  | 65,00        | 58,00        | 16           | Завершил выступление  | Завершил выступление  | Завершил выступление  | 16             |
| Мужчины      | Йоэль Гислер  | 60,80        | 2,60         | 18           | Завершил выступление  | Завершил выступление  | Завершил выступление  | 18             |
| Женщины      | Виржинье Февр | 79,40        | 80,00        | 7            | 74,40                 | 78,00                 | 4                     | 4              |
| Женщины      | Мириам Ягер   | 73,20        | 27,20        | 10           | 71,20                 | 16,00                 | 8                     | 8              |
| Женщины      | Нина Рагеттли | 18,00        | DNS          | 22           | Завершила выступление | Завершила выступление | Завершила выступление | 22             |

Слоупстайл
| Соревнование | Спортсмены    | Квалификация | Квалификация | Квалификация | Финал                | Финал                | Финал                | Итоговое место |
| Соревнование | Спортсмены    | 1 заезд      | 2 заезд      | Место        | 1 заезд              | 2 заезд              | Место                | Итоговое место |
| ------------ | ------------- | ------------ | ------------ | ------------ | -------------------- | -------------------- | -------------------- | -------------- |
| Мужчины      | Кай Малер     | 76,20        | 29,00        | 16           | Завершил выступление | Завершил выступление | Завершил выступление | 16             |
| Мужчины      | Элиас Амбюль  | 58,00        | 65,80        | 22           | Завершил выступление | Завершил выступление | Завершил выступление | 22             |
| Мужчины      | Фабиан Бёш    | 11,80        | 63,00        | 23           | Завершил выступление | Завершил выступление | Завершил выступление | 23             |
| Мужчины      | Лука Шулер    | 6,80         | 5,20         | 32           | Завершил выступление | Завершил выступление | Завершил выступление | 32             |
| Женщины      | Эвелин Бенд   | 67,20        | 77,20        | 9            | 58,40                | 63,20                | 9                    | 9              |
| Женщины      | Камилла Берра | 74,40        | 74,80        | 10           | 5,60                 | 30,40                | 12                   | 12             |

### Санный спорт
Мужчины
| Соревнование | Спортсмены       | 1 заезд   | 1 заезд | 2 заезд   | 2 заезд | 3 заезд   | 3 заезд | 4 заезд   | 4 заезд | Итоговый результат | Итоговое место |
| Соревнование | Спортсмены       | Результат | Место   | Результат | Место   | Результат | Место   | Результат | Место   | Итоговый результат | Итоговое место |
| ------------ | ---------------- | --------- | ------- | --------- | ------- | --------- | ------- | --------- | ------- | ------------------ | -------------- |
| Одиночки     | Грегори Кариджет | 52,775    | 11      | 52,579    | 8       | 52,274    | 12      | 52,167    | 8       | 3:29,795           | 12             |

Женщины
| Соревнование | Спортсмены    | 1 заезд   | 1 заезд | 2 заезд   | 2 заезд | 3 заезд   | 3 заезд | 4 заезд   | 4 заезд | Итоговый результат | Итоговое место |
| Соревнование | Спортсмены    | Результат | Место   | Результат | Место   | Результат | Место   | Результат | Место   | Итоговый результат | Итоговое место |
| ------------ | ------------- | --------- | ------- | --------- | ------- | --------- | ------- | --------- | ------- | ------------------ | -------------- |
| Одиночки     | Мартина Кохер | 50,560    | 9       | 50,454    | 6       | 50,593    | 8       | 50,559    | 8       | 3:22,166           | 9              |

### Хоккей

#### Мужчины
Состав
Вместо травмированного защитника Филиппа Фуррера был дозаявлен Патрик фон Гунтен
| Номер | Имя                  | Позиция    | Хват   | Рост, см | Вес, кг | Дата рождения | Клуб                |
| ----- | -------------------- | ---------- | ------ | -------- | ------- | ------------- | ------------------- |
| 1     | Йонас Хиллер         | вратарь    | правый | 187      | 87      | 12.02.1982    | Анахайм Дакс        |
| 3     | Жюльен Воклер        | защитник   | левый  | 184      | 92      | 02.10.1970    | Лугано              |
| 5     | Зеверин Блинденбахер | защитник   | правый | 180      | 88      | 15.03.1983    | Цюрих Лайонс        |
| 6     | Янник Вебер          | защитник   | правый | 180      | 90      | 23.09.1988    | Ванкувер Кэнакс     |
| 7     | Марк Штрайт (А)      | защитник   | левый  | 181      | 93      | 11.12.1977    | Филадельфия Флайерз |
| 10    | Андрес Амбюль        | нападающий | правый | 176      | 82      | 14.09.1983    | Давос               |
| 12    | Лука Кунти           | нападающий | левый  | 185      | 85      | 04.07.1989    | Цюрих Лайонс        |
| 14    | Роман Вик            | нападающий | левый  | 188      | 94      | 30.12.1985    | Цюрих Лайонс        |
| 16    | Рафаэль Диас         | защитник   | правый | 181      | 88      | 09.01.1986    | Ванкувер Кэнакс     |
| 20    | Рето Берра           | вратарь    | левый  | 194      | 86      | 03.01.1987    | Биль                |
| 22    | Нино Нидеррайтер     | нападающий | левый  | 187      | 93      | 08.09.1992    | Миннесота Уайлд     |
| 23    | Симон Боденман       | нападающий | левый  | 178      | 83      | 02.03.1988    | Клотен Флайерз      |
| 24    | Рето Зури            | нападающий | левый  | 183      | 84      | 25.03.1989    | Цуг                 |
| 28    | Мартин Плюсс (А)     | нападающий | левый  | 175      | 85      | 05.04.1977    | Берн                |
| 31    | Маттиас Зегер (К)    | защитник   | левый  | 181      | 86      | 17.12.1977    | Цюрих Лайонс        |
| 43    | Моррис Трахслер      | нападающий | левый  | 182      | 90      | 15.07.1984    | Цюрих Лайонс        |
| 48    | Маттиас Бибер        | нападающий | левый  | 181      | 85      | 14.03.1986    | Клотен Флайерз      |
| 51    | Райан Гарднер        | нападающий | правый | 198      | 100     | 18.04.1978    | Берн                |
| 52    | Тобиас Штефан        | вратарь    | левый  | 192      | 85      | 21.01.1984    | Женева-Серветт      |
| 70    | Денис Холленштайн    | нападающий | левый  | 183      | 88      | 15.10.1989    | Женева-Серветт      |
| 72    | Патрик фон Гунтен    | защитник   | левый  | 180      | 83      | 10.02.1985    | Клотен Флайерз      |
| 82    | Симон Мозер          | нападающий | левый  | 187      | 95      | 10.03.1989    | Милуоки Эдмиралс    |
| 88    | Кевин Роми           | нападающий | левый  | 182      | 86      | 31.01.1985    | Женева-Серветт      |
| 90    | Роман Йоси           | защитник   | левый  | 186      | 88      | 01.01.1990    | Нэшвилл Предаторз   |
| 96    | Дамьен Бруннер       | нападающий | правый | 180      | 85      | 09.03.1986    | Нью-Джерси Девилз   |

По данным: IIHF.com и Eliteprospects.com
Предварительный раунд
|  | Команды, выходящие в четвертьфинал         |
|  | Команды, выходящие в квалификацию плей-офф |

Группа C
| М | Сборная   | И | В | ВО | ПО | П | ШЗ | ШП | РШ | О |
| - | --------- | - | - | -- | -- | - | -- | -- | -- | - |
| 1 | Швеция    | 3 | 3 | 0  | 0  | 0 | 10 | 5  | +5 | 9 |
| 2 | Швейцария | 3 | 2 | 0  | 0  | 1 | 2  | 1  | +1 | 6 |
| 3 | Чехия     | 3 | 1 | 0  | 0  | 2 | 6  | 7  | −1 | 3 |
| 4 | Латвия    | 3 | 0 | 0  | 0  | 3 | 5  | 10 | −5 | 0 |

Время местное (UTC+4).
| 2014-02-12 21:00 | Латвия | 0 : 1 (0:0, 0:0, 0:1) | Швейцария | Ледовая арена «Шайба», Сочи Зрителей: 5116 |

| Отчёт  | Отчёт                           | Отчёт                           | Отчёт                      | Отчёт                             |
| ------ | ------------------------------- | ------------------------------- | -------------------------- | --------------------------------- |
|        |                                 |                                 |                            |                                   |
|        | Эдгарс Масальскис — 00:00-59:52 | Вратари                         | 00:00-60:00 — Йонас Хиллер | Судьи: Ларс Брюггеманн Брэд Майер |
|        | Голы:                           |                                 |                            | Судьи: Ларс Брюггеманн Брэд Майер |
|        | 0:1                             | 59:52 — Симон Мозер (М. Штрайт) |                            | Судьи: Ларс Брюггеманн Брэд Майер |
|        |                                 |                                 |                            | Судьи: Ларс Брюггеманн Брэд Майер |
|        |                                 |                                 |                            | Судьи: Ларс Брюггеманн Брэд Майер |
|        |                                 |                                 |                            | Судьи: Ларс Брюггеманн Брэд Майер |
| 10 мин | Штраф                           | 6 мин                           |                            | Судьи: Ларс Брюггеманн Брэд Майер |
|        |                                 |                                 |                            |                                   |
|        | 21                              | Броски                          | 39                         |                                   |

| 2014-02-14 16:30 | Швеция | 1 : 0 (0:0, 0:0, 1:0) | Швейцария | Ледовый дворец «Большой», Сочи Зрителей: 7968 |

| Отчёт                                                  | Отчёт                          | Отчёт   | Отчёт                    | Отчёт                              |
| ------------------------------------------------------ | ------------------------------ | ------- | ------------------------ | ---------------------------------- |
|                                                        |                                |         |                          |                                    |
|                                                        | Хенрик Лундквист — 00:00-60:00 | Вратари | 00:00-59:03 — Рето Берра | Судьи: Майк Легго Владимир Шиндлер |
|                                                        | Голы:                          |         |                          | Судьи: Майк Легго Владимир Шиндлер |
| Даниэль Альфредссон — 52:39 (Э. Карлссон, П. Берглунд) | 1:0                            |         |                          | Судьи: Майк Легго Владимир Шиндлер |
|                                                        |                                |         |                          | Судьи: Майк Легго Владимир Шиндлер |
|                                                        |                                |         |                          | Судьи: Майк Легго Владимир Шиндлер |
|                                                        |                                |         |                          | Судьи: Майк Легго Владимир Шиндлер |
| 4 мин                                                  | Штраф                          | 8 мин   |                          | Судьи: Майк Легго Владимир Шиндлер |
|                                                        |                                |         |                          |                                    |
|                                                        | 31                             | Броски  | 26                       |                                    |

| 2014-02-15 21:00 | Швейцария | 1 : 0 (0:0, 1:0, 0:0) | Чехия | Ледовый дворец «Большой», Сочи Зрителей: 10 253 |

| Отчёт                                            | Отчёт                      | Отчёт   | Отчёт                         | Отчёт                               |
| ------------------------------------------------ | -------------------------- | ------- | ----------------------------- | ----------------------------------- |
|                                                  |                            |         |                               |                                     |
|                                                  | Йонас Хиллер — 00:00-60:00 | Вратари | 00:00-59:11 — Ондржей Павелец | Судьи: Даниэль Пихачек Кевин Поллок |
|                                                  | Голы:                      |         |                               | Судьи: Даниэль Пихачек Кевин Поллок |
| Симон Боденман — 14:10 (Д. Холленштайн, К. Роми) | 1:0                        |         |                               | Судьи: Даниэль Пихачек Кевин Поллок |
|                                                  |                            |         |                               | Судьи: Даниэль Пихачек Кевин Поллок |
|                                                  |                            |         |                               | Судьи: Даниэль Пихачек Кевин Поллок |
|                                                  |                            |         |                               | Судьи: Даниэль Пихачек Кевин Поллок |
| 10 мин                                           | Штраф                      | 6 мин   |                               | Судьи: Даниэль Пихачек Кевин Поллок |
|                                                  |                            |         |                               |                                     |
|                                                  | 26                         | Броски  | 26                            |                                     |

Квалификация плей-офф
Время местное (UTC+4).
| 2014-02-18 21:00 | Швейцария | 1 : 3 (0:2, 1:0, 0:1) | Латвия | Ледовый дворец «Большой», Сочи Зрителей: 7912 |

| Отчёт                          | Отчёт                                                          | Отчёт | Отчёт                          | Отчёт                      |
| ------------------------------ | -------------------------------------------------------------- | --- | ------------------------------ | -------------------------- |
|                                |                                                                | |                                |                            |
|                                | Йонас Хиллер — 00:00-58:52 59:00-59:07 59:25-59:33 59:58-60:00 | Вратари | 00:00-60:00 — Эдгар Масальскис | Судьи: Майк Легго Юри Рённ |
|                                | Голы:                                                          | |                                | Судьи: Майк Легго Юри Рённ |
| Мартин Плюсс — 35:01 (Р. Сури) | 0:1 0:2 1:2 1:3                                                | 08:38 — Оскар Бартулис (К. Даугавиньш, З. Гиргенсонс) 11:19 — Лаурис Дарзиньш (бол.) (М. Редлихс) 59:00 — Лаурис Дарзиньш (п.в.) (В. Павлов, Э. Масальскис) |                                | Судьи: Майк Легго Юри Рённ |
|                                |                                                                | |                                | Судьи: Майк Легго Юри Рённ |
|                                |                                                                | |                                | Судьи: Майк Легго Юри Рённ |
|                                |                                                                | |                                | Судьи: Майк Легго Юри Рённ |
| 4 мин                          | Штраф                                                          | 2 мин |                                | Судьи: Майк Легго Юри Рённ |
|                                |                                                                | |                                |                            |
|                                | 33                                                             | Броски | 22                             |                            |

#### Женщины
Состав
| Номер | Имя              | Позиция    | Хват   | Рост, см | Вес, кг | Дата рождения | Клуб                    |
| ----- | ---------------- | ---------- | ------ | -------- | ------- | ------------- | ----------------------- |
| 1     | Янина Альдер     | вратарь    | левый  | 161      | 53      | 05.07.1995    | Винтертур               |
| 2     | Катрин Набхольц  | нападающий | левый  | 168      | 56      | 03.04.1986    | Цюрих Лайонс            |
| 3     | Сара Форстер     | защитник   | левый  | 169      | 55      | 19.05.1993    | Айойе                   |
| 6     | Юлия Марти       | защитник   | левый  | 169      | 69      | 16.04.1988    | Линчёпинг               |
| 7     | Лара Штальдер    | защитник   | правый | 166      | 60      | 15.05.1994    | Миннесота-Дулут Булдогс |
| 9     | Стефани Марти    | нападающий | левый  | 168      | 72      | 16.04.1988    | Линчёпинг               |
| 10    | Николь Булло     | защитник   | левый  | 160      | 56      | 18.07.1987    | Лугано                  |
| 11    | Ангела Фраучи    | защитник   | левый  | 169      | 73      | 05.01.1987    | Цюрих Лайонс            |
| 13    | Сара Бенц        | нападающий | левый  | 163      | 55      | 25.08.1992    | Цюрих Лайонс            |
| 14    | Эвелина Разелли  | нападающий | левый  | 170      | 64      | 03.05.1992    | Лугано                  |
| 16    | Нина Вайдахер    | нападающий | правый | 170      | 65      | 23.08.1992    | Сент-Схоластика Сэйнтс  |
| 17    | Джессика Луц     | нападающий | левый  | 174      | 65      | 24.05.1989    | Ронин                   |
| 21    | Лаура Бенц       | защитник   | левый  | 172      | 63      | 25.08.1992    | Цюрих Лайонс            |
| 22    | Ливия Альтман    | защитник   | левый  | 165      | 64      | 13.12.1994    | Цюрих Лайонс            |
| 25    | Алина Мюллер     | нападающий | левый  | 162      | 50      | 12.03.1998    | Винтертур               |
| 28    | София Антаматтен | вратарь    | левый  | 171      | 72      | 26.07.1991    | Саасталь                |
| 41    | Флоренс Шеллинг  | вратарь    | левый  | 174      | 65      | 09.03.1989    | Бюлах                   |
| 61    | Роми Эггиман     | нападающий | левый  | 157      | 54      | 29.09.1995    | Лугано                  |
| 63    | Аня Штифель      | нападающий | правый | 160      | 60      | 09.08.1990    | Лугано                  |
| 88    | Фёбе Стенц       | нападающий | левый  | 163      | 62      | 07.01.1994    | Йель Булдогс            |
| 92    | Сандра Тальман   | защитник   | левый  | 163      | 68      | 18.12.1992    | Рейнах                  |

По данным: IIHF.com и Eurohockey.com
Предварительный раунд
|  | Команды, выходящие в полуфинал     |
|  | Команды, выходящие в четвертьфинал |

Группа A
| М | Сборная   | И | В | ВО | ПО | П | ШЗ | ШП | РШ  | О |
| - | --------- | - | - | -- | -- | - | -- | -- | --- | - |
| 1 | Канада    | 3 | 3 | 0  | 0  | 0 | 11 | 2  | +9  | 9 |
| 2 | США       | 3 | 2 | 0  | 0  | 1 | 14 | 4  | +10 | 6 |
| 3 | Финляндия | 3 | 0 | 1  | 0  | 2 | 5  | 9  | −4  | 2 |
| 4 | Швейцария | 3 | 0 | 0  | 1  | 2 | 3  | 18 | −15 | 1 |

Время местное (UTC+4).
| 2014-02-8 17:00 | Канада | 5 : 0 (2:0, 3:0, 0:0) | Швейцария | Ледовая арена «Шайба», Сочи Зрителей: 4386 |

| Отчёт | Отчёт                        | Отчёт   | Отчёт                         | Отчёт            |
| --- | ---------------------------- | ------- | ----------------------------- | ---------------- |
| |                              |         |                               |                  |
| | Шарлин Лабонте — 00:00-60:00 | Вратари | 00:00-60:00 — Флоренс Шеллинг | Судья: Айна Хове |
| | Голы:                        |         |                               | Судья: Айна Хове |
| Жослин Ларок — 01:25 (Н. Спунер) Тара Уотхорн — 06:30 (Р. Джонстон) Хейли Виккенхайзер (мен.) — 23:54 Мари-Филип Пулен — 32:28 (Дж. Хеффорд, Р. Джонстон) Ребекка Джонстон — 36:10 (М.-Ф. Пулен) | 1:0 2:0 3:0 4:0 5:0          |         |                               | Судья: Айна Хове |
| |                              |         |                               | Судья: Айна Хове |
| |                              |         |                               | Судья: Айна Хове |
| |                              |         |                               | Судья: Айна Хове |
| 2 мин | Штраф                        | 4 мин   |                               | Судья: Айна Хове |
| |                              |         |                               |                  |
| | 69                           | Броски  | 14                            |                  |

| 2014-02-10 14:00 | США | 9 : 0 (5:0, 1:0, 3:0) | Швейцария | Ледовая арена «Шайба», Сочи Зрителей: 3812 |

| Отчёт | Отчёт                               | Отчёт   | Отчёт                         | Отчёт                 |
| --- | ----------------------------------- | ------- | ----------------------------- | --------------------- |
| |                                     |         |                               |                       |
| | Молли Шаус — 00:00-60:00            | Вратари | 00:00-60:00 — Флоренс Шеллинг | Судья: Мелани Бордело |
| | Голы:                               |         |                               | Судья: Мелани Бордело |
| Моник Ламурё — 09:20 (Ж. Ламурё, М. Дагган) Брианна Декер — 10:07 (А. Кессел, Х. Найт) Аманда Кессел — 10:15 (К. Койн) Хилари Найт — 14:23 (К. Стэк, Дж. Чу) Аманда Кессел (бол.) — 15:42 (К. Койн, Б. Декер) Моник Ламурё — 33:26 (Ж. Ламурё, Л. Стеклейн) Кендалл Койн — 40:49 (К. Стэк) Кендалл Койн — 43:59 (А. Кессел, М. Бозек) Алекс Карпентер — 55:39 (Ж. Пуччи) | 1:0 2:0 3:0 4:0 5:0 6:0 7:0 8:0 9:0 |         |                               | Судья: Мелани Бордело |
| |                                     |         |                               | Судья: Мелани Бордело |
| |                                     |         |                               | Судья: Мелани Бордело |
| |                                     |         |                               | Судья: Мелани Бордело |
| 4 мин | Штраф                               | 8 мин   |                               | Судья: Мелани Бордело |
| |                                     |         |                               |                       |
| | 53                                  | Броски  | 10                            |                       |

| 2014-02-12 12:00 | Швейцария | 3 : 4 (OT) (0:2, 2:1, 1:0, 0:1) | Финляндия | Ледовая арена «Шайба», Сочи Зрителей: 4211 |

| Отчёт | Отчёт                         | Отчёт | Отчёт                    | Отчёт             |
| --- | ----------------------------- | --- | ------------------------ | ----------------- |
| |                               | |                          |                   |
| | Флоренс Шеллинг — 00:00-62:38 | Вратари | 00:00-62:38 — Ноора Рятю | Судья: Эрин Блэйр |
| | Голы:                         | |                          | Судья: Эрин Блэйр |
| Роми Эггиман — 23:28 (Н. Булло) Фёбе Стенц (бол.) — 28:00 (Дж. Луц) Стефани Марти (бол.) — 35:31 (Н. Булло) | 0:1 0:2 1:2 2:2 2:3 :3 3:4    | 07:56 — Енни Хийрикоски (М. Ялосуо, М. Карвинен) 09:55 — Мишель Карвинен (мен.) (С. Таркки, А. Кильпонен) 35:31 — Мишель Карвинен (бол.) (С. Таркки, Е. Хийрикоски) 62:38 — Енни Хийрикоски (Л. Валимяки, А. Кильпонен) |                          | Судья: Эрин Блэйр |
| |                               | |                          | Судья: Эрин Блэйр |
| |                               | |                          | Судья: Эрин Блэйр |
| |                               | |                          | Судья: Эрин Блэйр |
| 31 мин | Штраф                         | 12 мин |                          | Судья: Эрин Блэйр |
| |                               | |                          |                   |
| | 27                            | Броски | 34                       |                   |

Четвертьфинал
Время местное (UTC+4).
| 2014-02-15 16:30 | Швейцария | 2 : 0 (1:0, 0:0, 1:0) | Россия | Ледовая арена «Шайба», Сочи Зрителей: 4962 |

| Отчёт                                                                                 | Отчёт                         | Отчёт   | Отчёт                                  | Отчёт               |
| ------------------------------------------------------------------------------------- | ----------------------------- | ------- | -------------------------------------- | ------------------- |
|                                                                                       |                               |         |                                        |                     |
|                                                                                       | Флоренс Шеллинг — 00:00-60:00 | Вратари | 00:00-58:35 — Анна Пругова 59:39-60:00 | Судья: Джой Тоттмэн |
|                                                                                       | Голы:                         |         |                                        | Судья: Джой Тоттмэн |
| Стефани Марти — 10:46 (А. Мюллер, С. Тальман) Лара Штальдер (п.в.) — 59:39 (Н. Булло) | 1:0 2:0                       |         |                                        | Судья: Джой Тоттмэн |
|                                                                                       |                               |         |                                        | Судья: Джой Тоттмэн |
|                                                                                       |                               |         |                                        | Судья: Джой Тоттмэн |
|                                                                                       |                               |         |                                        | Судья: Джой Тоттмэн |
| 8 мин                                                                                 | Штраф                         | 2 мин   |                                        | Судья: Джой Тоттмэн |
|                                                                                       |                               |         |                                        |                     |
|                                                                                       | 27                            | Броски  | 41                                     |                     |

Полуфинал
Время местное (UTC+4).
| 2014-02-17 21:00 | Канада | 3 : 1 (3:0, 0:1, 0:0) | Швейцария | Ледовая арена «Шайба», Сочи Зрителей: 3378 |

| Отчёт | Отчёт                        | Отчёт                                          | Отчёт                         | Отчёт             |
| --- | ---------------------------- | ---------------------------------------------- | ----------------------------- | ----------------- |
| |                              |                                                |                               |                   |
| | Шэннон Сабадош — 00:00-60:00 | Вратари                                        | 00:00-60:00 — Флоренс Шеллинг | Судья: Эрин Блэйр |
| | Голы:                        |                                                |                               | Судья: Эрин Блэйр |
| Натали Спунер — 07:29 (Х. Виккенхайзер) Натали Спунер (бол.) — 11:10 (К. Уорд, Х. Виккенхайзер) Мелоди Дауст — 11:33 (Дж. Уэйкфилд) | 1:0 2:0 3:0 3:1              | 25:14 — Джессика Луц (бол.) (С. Бенц, Л. Бенц) |                               | Судья: Эрин Блэйр |
| |                              |                                                |                               | Судья: Эрин Блэйр |
| |                              |                                                |                               | Судья: Эрин Блэйр |
| |                              |                                                |                               | Судья: Эрин Блэйр |
| 12 мин | Штраф                        | 10 мин                                         |                               | Судья: Эрин Блэйр |
| |                              |                                                |                               |                   |
| | 48                           | Броски                                         | 22                            |                   |

Матч за 3-е место
Время местное (UTC+4).
| 2014-02-20 16:00 | Швейцария | 4 : 3 (0:1, 0:1, 4:1) | Швеция | Ледовый дворец «Большой», Сочи Зрителей: 8283 |

| Отчёт | Отчёт                         | Отчёт | Отчёт                                        | Отчёт                 |
| --- | ----------------------------- | --- | -------------------------------------------- | --------------------- |
| |                               | |                                              |                       |
| | Флоренс Шеллинг — 00:00-60:00 | Вратари | 00:00-57:54 — Валентина Валльнер 59:16-59:37 | Судья: Николь Хертрич |
| | Голы:                         | |                                              | Судья: Николь Хертрич |
| Сара Бенц — 41:18 (С. Форстер) Фёбе Стенц (бол.) — 46:13 (А. Мюллер) Джессика Луц — 53:43 (Л. Штальдер, Ф. Стенц) Алина Мюллер (п.в.) — 58:53 | 0:1 0:2 1:2 2:2 3:2 4:2 4:3   | 14:00 — Мишель Лёвенхильм (М. Линд, С. Эстберг) 38:58 — Эрика Уден Юханссон (С. Эстберг, М. Линд) 59:16 — Пернилла Винберг (Й. Ассерхольт, Э. Грам) |                                              | Судья: Николь Хертрич |
| |                               | |                                              | Судья: Николь Хертрич |
| |                               | |                                              | Судья: Николь Хертрич |
| |                               | |                                              | Судья: Николь Хертрич |
| 10 мин | Штраф                         | 4 мин |                                              | Судья: Николь Хертрич |
| |                               | |                                              |                       |
| | 26                            | Броски | 31                                           |                       |